# Barauni
Barauni ist eine Stadt im Bundesstaat Bihar im Osten Indiens. Sie ist Teil des Distrikt Begusarai. Barauni hat den Status eines City Council (Nagar parishad). Die Stadt ist in 4 Wards gegliedert.

## Demografie
Die Einwohnerzahl der Stadt liegt laut der Volkszählung von 2011 bei 71.660. Barauni hat ein Geschlechterverhältnis von 893 Frauen pro 1000 Männer und damit einen für Indien üblichen Männerüberschuss. Die Alphabetisierungsrate lag bei 68,8 % im Jahr 2011. Knapp 70 % der Bevölkerung sind Muslime, ca. 30 % sind Hindus und weniger als 1 % gehören anderen Religionen an. 17,8 % der Bevölkerung sind Kinder unter 6 Jahren. 7,7 % der Bevölkerung sind Teil der Scheduled Castes.

## Infrastruktur
Die Stadt verfügt über zwei Bahnhöfe. Der neuere davon zählt zu den wichtigsten Drehkreuzen in Bihar.

## Wirtschaft
Die Erdölraffinerie Barauni wurde in Zusammenarbeit mit der Sowjetunion für einen Preis von 69,4 Mrd. Rupien errichtet und ging im Juli 1964 in Betrieb.

## Persönlichkeiten
- Bhawana Kanth (* 1992), Kampfpilotin